# Fred Forbat

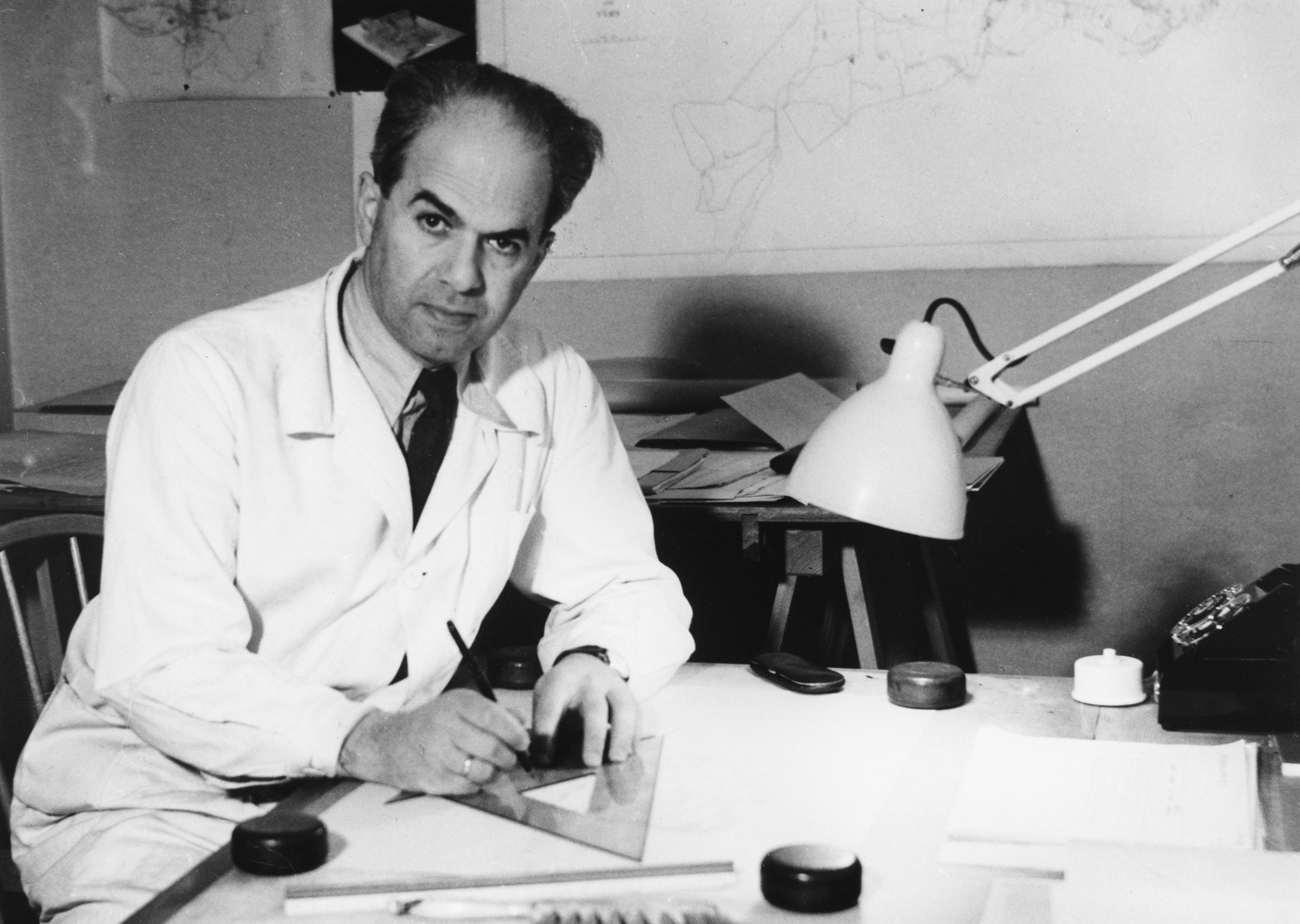
Porträt Fred Forbát 1897-1972

Alfred (Fred) Forbat, före 1915 Füchsl, född 31 mars 1897 i Pécs, död 23 maj 1972 i Vällingby i Stockholm, var en svensk, ungerskfödd arkitekt och stadsplanerare, som var verksam i Ungern, Tyskland och Sverige. Forbat företrädde funktionalismen med influenser av Bauhaus och Neues Bauen men även nederländska De Stijl. Hans arbete i Sverige innefattade förutom arkitektuppdrag även stadsplanering och framtagandet av stadsplaner för flera svenska städer.

## Biografi
Fred Forbat var son till Arnold Forbat och Gisela Wertheimer. Han studerade arkitektur och konsthistoria vid Budapests universitet och Münchens tekniska högskola. Åren 1920−1922 arbetade han hos Walter Gropius och kom på detta sätt i kontakt med Bauhausskolan i Weimar. Där befann han sig mitt i händelsernas centrum under funktionalismens framväxt i Europa. Forbat var bland annat med i förarbetet med Haus am Horn. Han var även verksam på Johannes Ittens skola.
Åren 1928−1932 arbetade han tillsammans med Hubert Hoffmann och det var under denna period som han var med och tog fram Großsiedlung Siemensstadt i Berlin. Forbat ritade 150 lägenheter och även publik lokal som idag är ett informationscentrum om området. Ett annat viktigt verk av Forbat från denna tid är Mommsenstadion i Charlottenburg i Berlin.
Fred Forbat gifte sig 1922 med Hedwig ”Pussy” Rücker. Makarna emigrerade från Tyskland 1933 till Sovjetunionen och senare till Ungern och födelsestaden Pécs. I Sovjetunionen var han en av flera utländska arkitekter som bjöds in till att skapa nya byggnader. Forbat var i Sovjetunionen en del av den så kallade May-brigaden, en grupp arkitekter under ledning av Ernst May som lämnat Tyskland. Forbat arbetade bland annat med planeringen av Magnitogorsk och stadsplanen för Qaraghandy (Karaganda) 1938 återvände han under en kort period till Ungern som självständig arkitekt innan flytten till Sverige. 
Situationen för den ungersk-judiska befolkningen försämrades i slutet av 1930-talet och Forbat fick i princip yrkesförbud varpå han valde att emigrera; först var tanken att flytta till USA men makarna Forbat flyttade 1938 till Sverige efter en inbjudan från arkitekten Uno Åhrén. Här kom han att verka som stadsplanearkitekt i Lund mellan 1938 och 1942, som anställd vid HSB i Stockholm mellan 1942 och 1945 samt som biträdande chef på Eglers stadsplanebyrå från 1945. För HSB var han bland annat med och tog fram bostadsområden i Reimersholme och Gröndal. 
Även om Fred Forbat har ritat en hel del hus och bostäder så var stadsplanering hans huvudsakliga uppgift i yrkeslivet. Han arbetade fram en ny generalplan för Lund som involverade en befolkningsprognos för de fyrtio följande åren. Åren 1959−1960 var han professor i stadsplanering vid Kungliga Tekniska högskolan i Stockholm. 
Forbat var även med i arbetet med att arrangera Interbau i Västberlin 1957. Hans efterlämnade material finns på Arkitektur- och designcentrum i Stockholm.

## Bilder, verk i urval

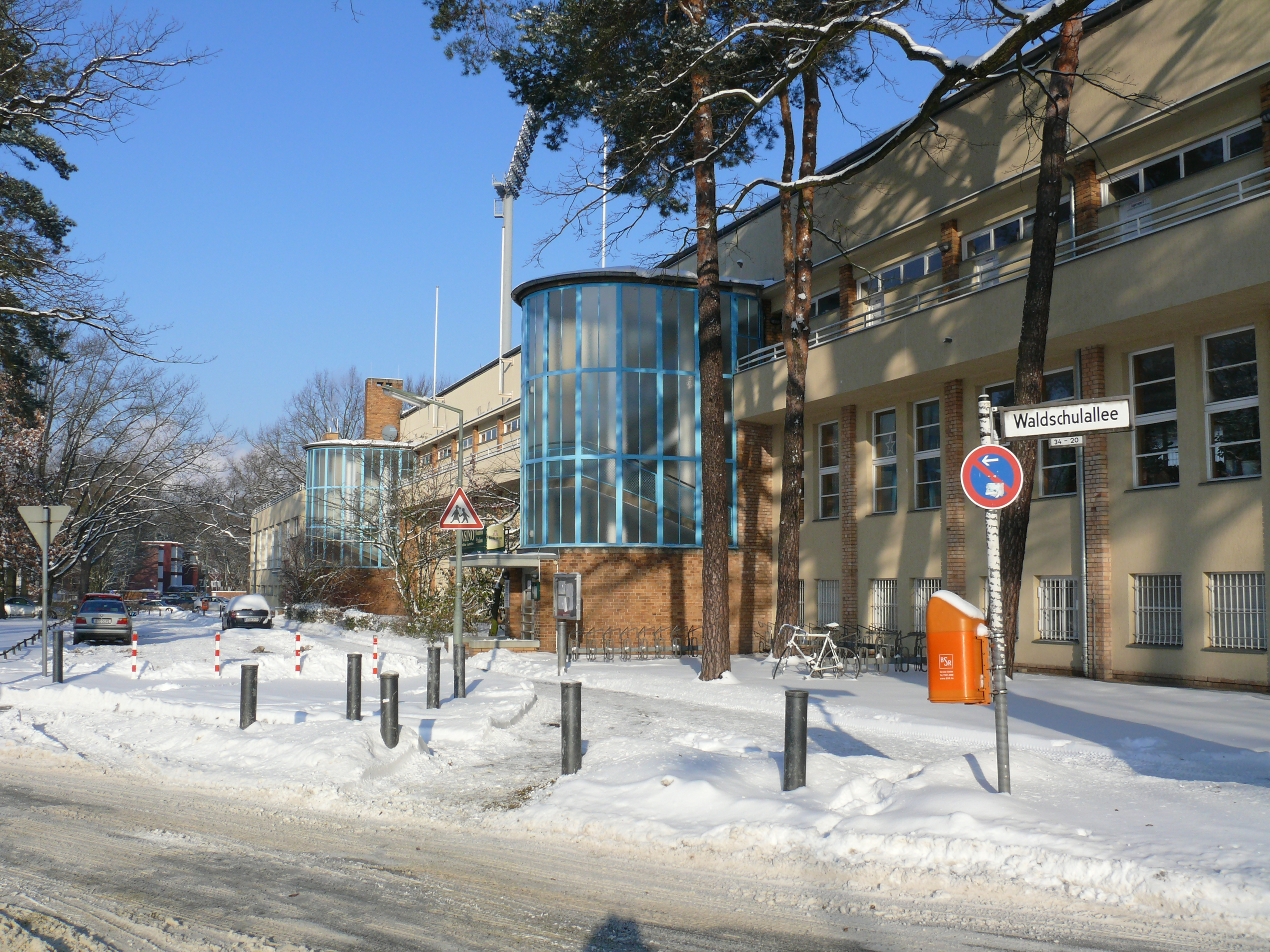
Momsenstadion, Berlin.
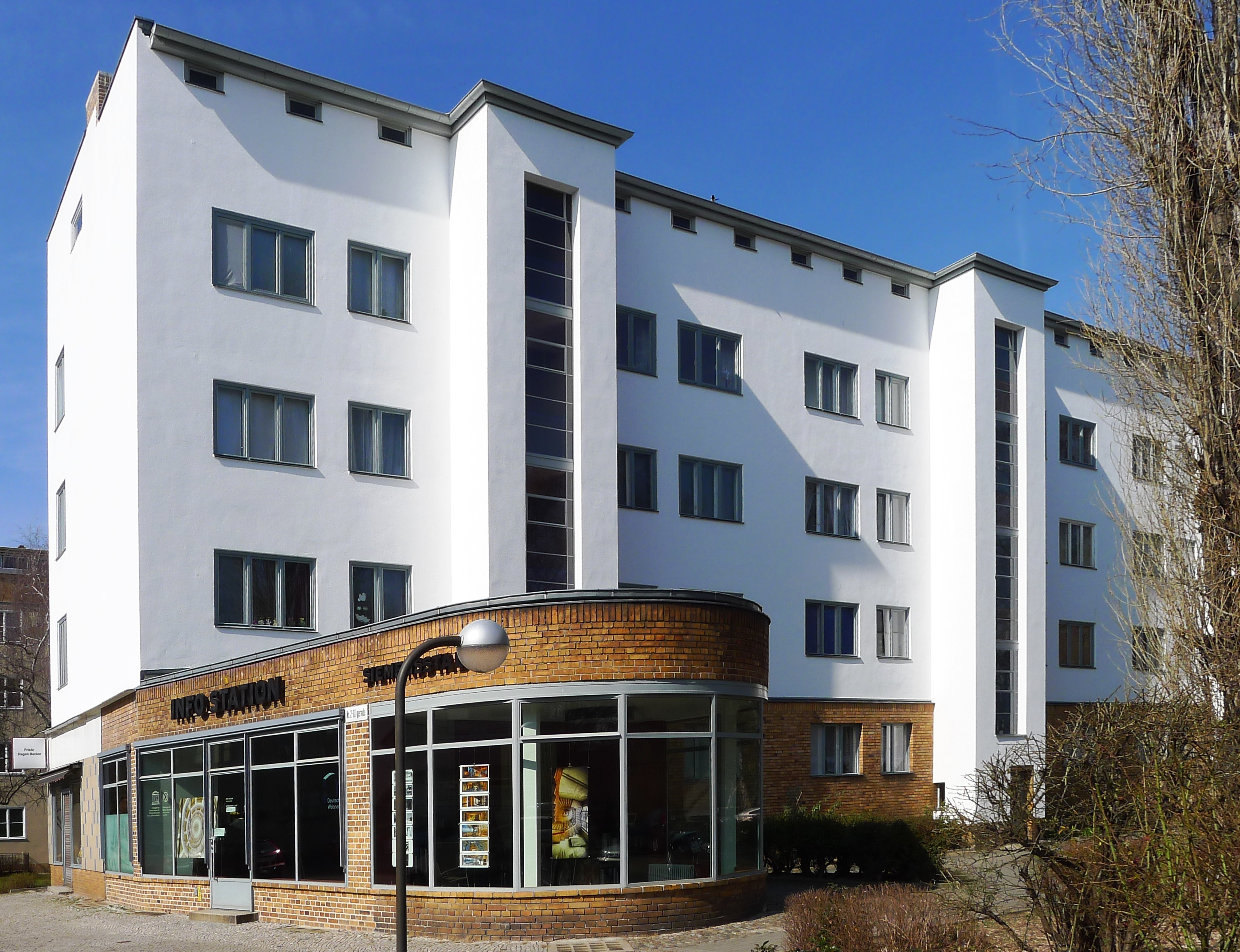
Grosssiedlung Siemensstadt, Berlin.
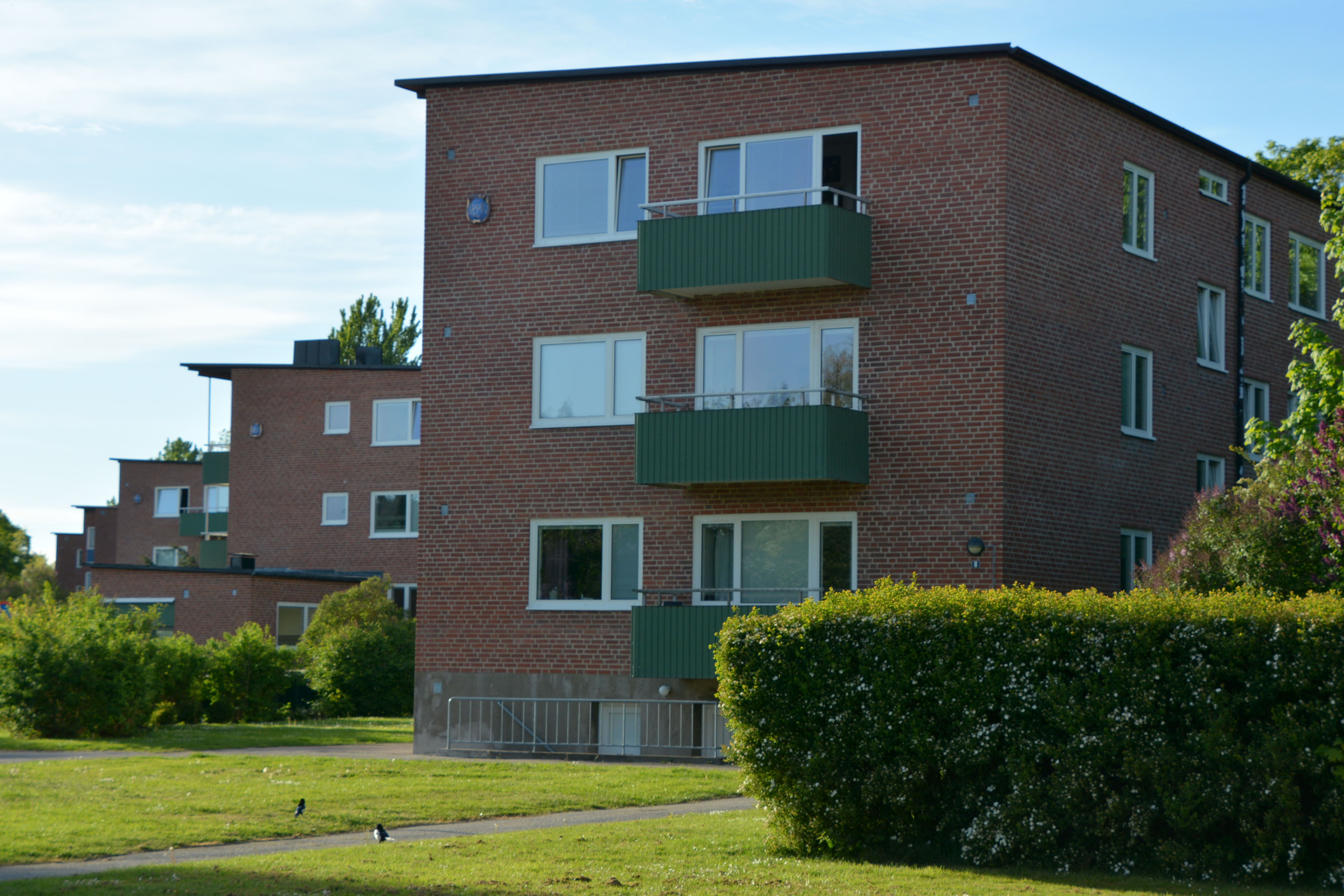
Kakelvägen, Borgmästaregården, Lund
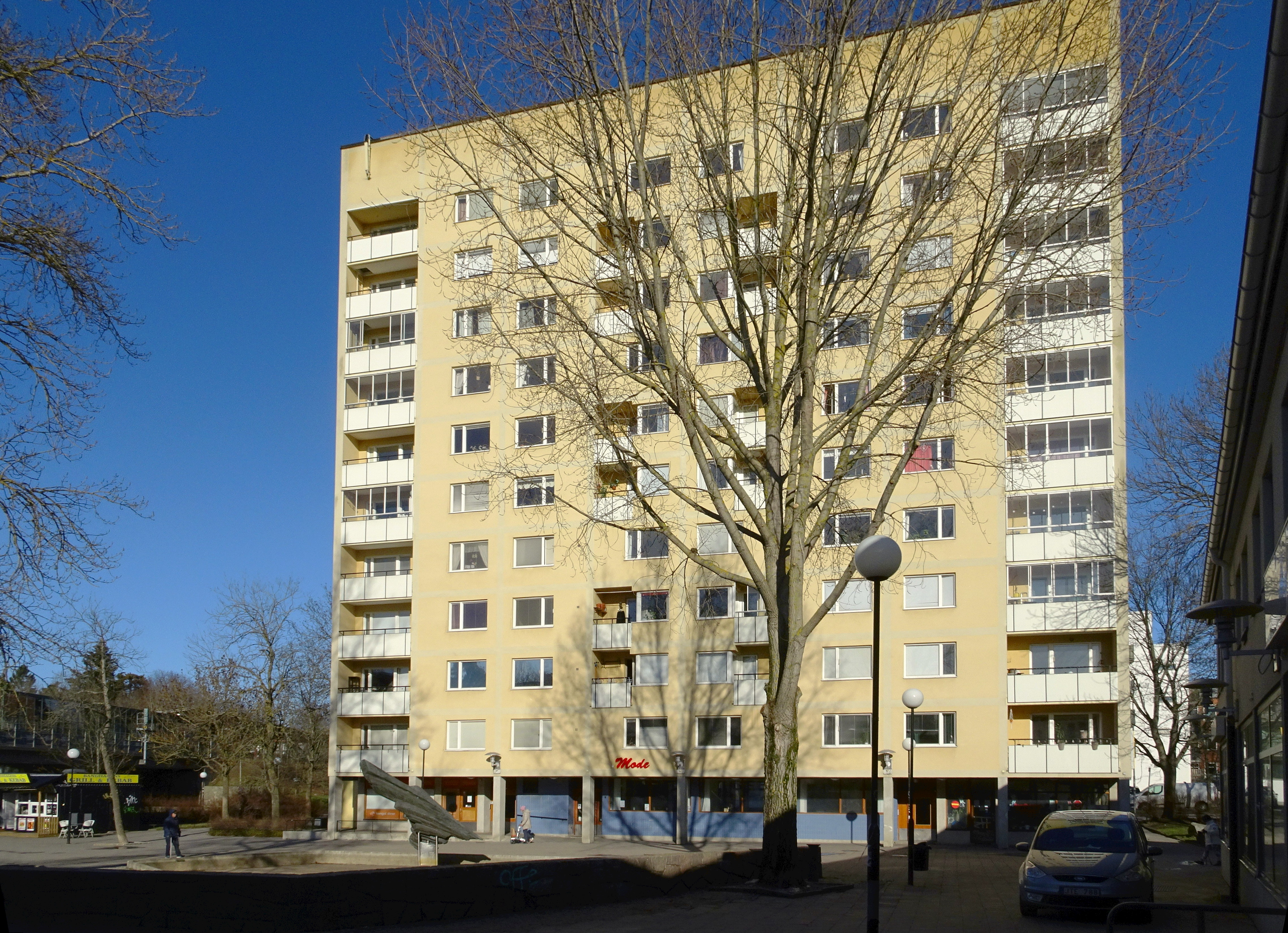
Höghuset i Bandhagens centrum

## Verk i urval
- Großsiedlung Siemensstadt (Goebelstrasse 2-10, Geisslerpfad 11-29), Berlin (1929-1930)
- Mommsenstadion, Berlin (1930)
- Generalplan för Karaganda, Kazakstan (1930)
- Generalplan för Magnitogorsk, Ural (1932)
- Bostadshus för general Bálványi, Pécs (1936)
- Sommarhus på Donauön Lupa norr om Budapest (1935)
- Bostadshus utmed Kakelvägen i Borgmästaregården i Lund, tidigt 1940-tal
- Tillsammans med Harry Egler generalplaner för Skövde, Arboga, Kristinehamn, Enköping, Landskrona, Sölvesborg, Höganäs m.fl.
- Tillsammans med Harry Egler stod han i början av 1950-talet ansvarig för delar centrumbebyggelsen i Bandhagens centrum (se höghuset i kvarteret Murbruket).